# 조한 칼로
조한 칼로(Johann Carlo, 1957년 5월 21일~)는 미국의 배우, 텔레비전 배우, 영화배우이다.
버펄로에서 태어났다.

## 영화
- 실버 텅스(2011년)
- 24 나이츠(1999년)
- 해피니스(1998년)
- 뉴욕 광시곡(1996년)
- 페어 게임(1995년)
- 기적의 터치 다운(1994년)
- 퀴즈 쇼(1994년) - 토비 스템펠 역
- 법과 질서(1990년)
- 행운의 반전(1990년)